# 塔里哈
塔里哈（西班牙語：Tarija）是玻利维亚南部塔里哈省塞尔卡多县的市鎮及城市，为同名省份的省会及所属县份的县府所在地。該城市始建於1574年，为塔里哈省最大的城市。當地有一个机场。